# Falklandcaracara
De falklandcaracara (Phalcoboenus australis) is een roofvogel uit de familie van de Falconidae (valkachtigen).

## Kenmerken
De falklandcaracara is 58 tot 63 cm groot bij een vleugelspanwijdte van 40 tot 42 cm, waarbij de vrouwtjes iets groter
zijn dan het mannetje. Het lichaamsgewicht van het mannetje bedraagt maximaal ongeveer 1300 gram en van het vrouwtje ongeveer 1700 gram. De vogel lijkt op een buizerd (Buteo buteo) en is in vergelijking met andere caracara's duidelijk compacter gebouwd.
Het verenkleed is overwegend donkerbruin tot zwart met een witte streping en een roodachtig-bruine tot kaneelkleurige buik, die zich uitstrekt tot de onderzijde van de staart en ook op het gevederte van de poten. De snavel is krachtig gevormd met een blauwachtige waas op de bovensnavel, die naar de punt toe geliger wordt. Het "gezicht" is zalm- tot oranjekleurig. De poten zijn  helder geeloranje en van krachtige klauwen voorzien.

## Leefwijze
De falklandcaracara loopt bij eb over het strand en kijkt onder steentjes naar ongewervelde dieren en eet die dan op. Ook reptielen staan soms op zijn menu.

## Verspreiding en leefgebied
De falklandcaracara komt voor op de Falklandeilanden en op de eilanden bij de zuidpunt van Zuid-Amerika. Daartoe behoort de zuidkust van Vuurland, Stateneiland, Navarino-eiland en de eilanden van de archipel voor Kaap Hoorn.
Het leefgebied van de falklandcaracara kenmerkt zich door stenige kusten en bergketens en spaarzaam met tussock begroeide laaglandgebieden. Slechts af en toe vindt men hem ook in beboste gebieden op hoogten tot ongeveer 500 meter.

## Status
De grootte van de populatie wordt geschat op 1000-2500 volwassen vogels. Op de Rode lijst van de IUCN heeft deze soort de status gevoelig.